# سانت جورج ريتشارد غور
سانت جورج ريتشارد غور (بالإنجليزية: St. George Richard Gore)‏ هو سياسي أيرلندي، ولد في 26 مارس 1812 في دبلن في جمهورية أيرلندا، وتوفي في 16 أغسطس 1871 في وارويك في أستراليا. انتخب عضو المجلس التشريعي ولاية كوينزلاند.